# Ladislav Brožek
| 2288 Karolinum       | 19 ottobre 1979  |
| 2613 Plzeň           | 30 agosto 1979   |
| 2622 Bolzano         | 9 febbraio 1981  |
| 2696 Magion          | 16 aprile 1980   |
| 3102 Krok            | 21 agosto 1981   |
| 3386 Klementinum     | 16 marzo 1980    |
| 3419 Guth            | 8 maggio 1981    |
| 3423 Slouka          | 9 febbraio 1981  |
| 3424 Nušl            | 14 febbraio 1982 |
| 3603 Gajdušek        | 5 settembre 1981 |
| 3834 Zappafrank      | 11 maggio 1980   |
| 4023 Jarník          | 25 ottobre 1981  |
| 4146 Rudolfinum      | 16 febbraio 1982 |
| 4190 Kvasnica        | 11 maggio 1980   |
| 4369 Seifert         | 30 luglio 1982   |
| 5221 Fabribudweis    | 16 marzo 1980    |
| 5417 Solovaya        | 24 agosto 1981   |
| 6076 Plavec          | 14 febbraio 1980 |
| 6765 Fibonacci       | 20 gennaio 1982  |
| 7739 Čech            | 14 febbraio 1982 |
| 10035 Davidgheesling | 16 febbraio 1982 |
| (16393) 1981 QS      | 24 agosto 1981   |
| 27675 Paulmaley      | 2 febbraio 1981  |

Ladislav Brožek (Plzeň, 1952) è un astronomo slovacco.
Prolifico scopritore di asteroidi, il Minor Planet Center gli accredita la scoperta di ventitré asteroidi, effettuata tra il 1979 e il 1982 dall'Osservatorio di Kleť.